# Apallodes palpalis
Apallodes palpalis là một loài bọ cánh cứng trong họ Phalacridae. Loài này được Reitter miêu tả khoa học năm 1873.